# Središnja statistička agencija (Etiopija)
Središnja statistička agencija (eng. Central Statistical Agency, kraticom CSA; amharski: የማዕከላዊ ስታቲስቲክስ ኤጀንሲ) je etiopska vladina agencija.
Zadaća joj je izrada statističkih pregleda i vršenja popisa radi gospodarskog i društvenog napredka, kao i naobrazba osoblja u tom području. 
Dijelom je etiopskog ministarstva financija i gospodarskog razvoja.
Prije 9. ožujka 1989. ova agencija je nosila ime Središnji statistički ured (eng. Central Statistical Office).
21. studenog 2006., agenciju je odjel za informacijski razvitka priznao za najbolju vladinu agenciju u razvoju statističkih informacija u subsaharskoj Africi.

## Vanjske poveznice
- Službene stranice  Arhivirana inačica izvorne stranice od 23. veljače 2011. (Wayback Machine)